# 란차
란치아(이탈리아어: Lancia /ˈlantʃa]/)는 이탈리아의 고급 자동차 제조 기업으로, 현재 스텔란티스에 속해있다.

## 개요 및 역사

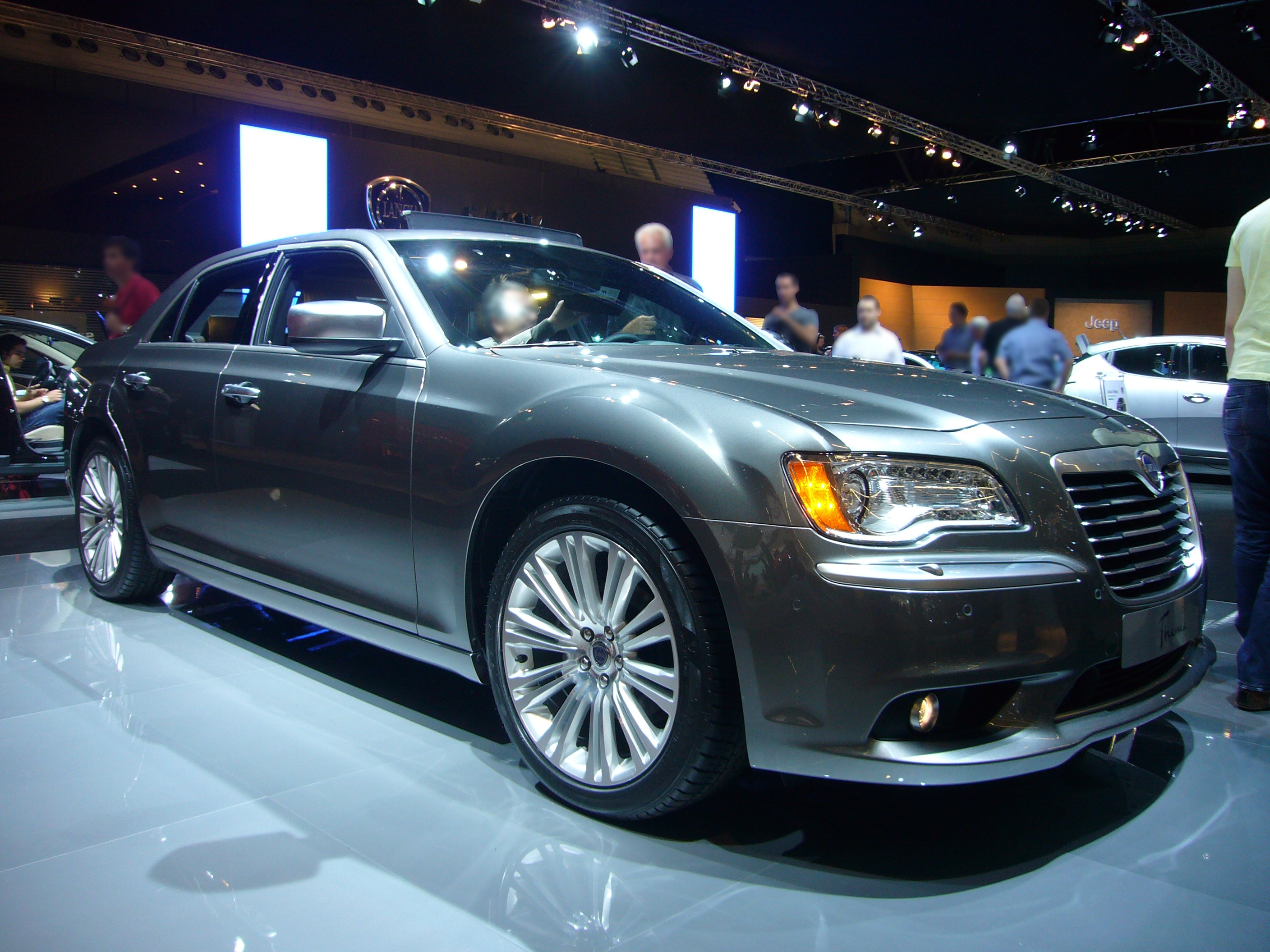
란치아 테마

란차는 1906년 11월 29일에 설립되었다. 생산하는 제품에 그리스 알파벳으로 이름을 붙이는 것이 특징이다. 이 회사는 유럽에서 처음으로 전기점화장치를 사용하였고, 일체형 섀시와 DOHC와 같은 선진기술을 도입하기도 하였다. 이후 피아트 계열에 편입되었다.
1906년 빈첸초 란차(Vincenzo Lancia)가 설립했으며, 오랫동안 혁신적인 기술을 많이 선보였고 특색있는 차를 생산했다. 현재 피아트(Fiat)의 자회사로 주로 고급승용차를 생산하고 있다. 또 다른 특징으로는 그리스어 알파벳을 사용해 차 이름을 짓는 것으로 유명하다.

## 차종
- 입실론
- 델타
- 보이저
- 테마

### 단종된 차종
- 스트라토스
- 풀비아
- 카파
- 037

## 같이 보기
- 빈센초 란차